# Yelena Barantseva
Yelena Barantseva –en ruso, Елена Баранцева– es una deportista rusa que compitió en natación sincronizada.
Ganó una medalla de oro en el Campeonato Mundial de Natación de 1998 y una medalla de oro en el Campeonato Europeo de Natación de 1997, ambas en la prueba de equipo.

## Palmarés internacional
| Campeonato Mundial | Campeonato Mundial | Campeonato Mundial | Campeonato Mundial |
| Año                | Lugar              | Medalla            | Prueba             |
| ------------------ | ------------------ | ------------------ | ------------------ |
| 1998               | Perth (Australia)  | Medalla de oro     | Equipo             |
| Campeonato Europeo |                    |                    |                    |
| Año                | Lugar              | Medalla            | Prueba             |
| 1997               | Sevilla (España)   | Medalla de oro     | Equipo             |